# Mariä-Entschlafens-Kirche (Archangelsk)

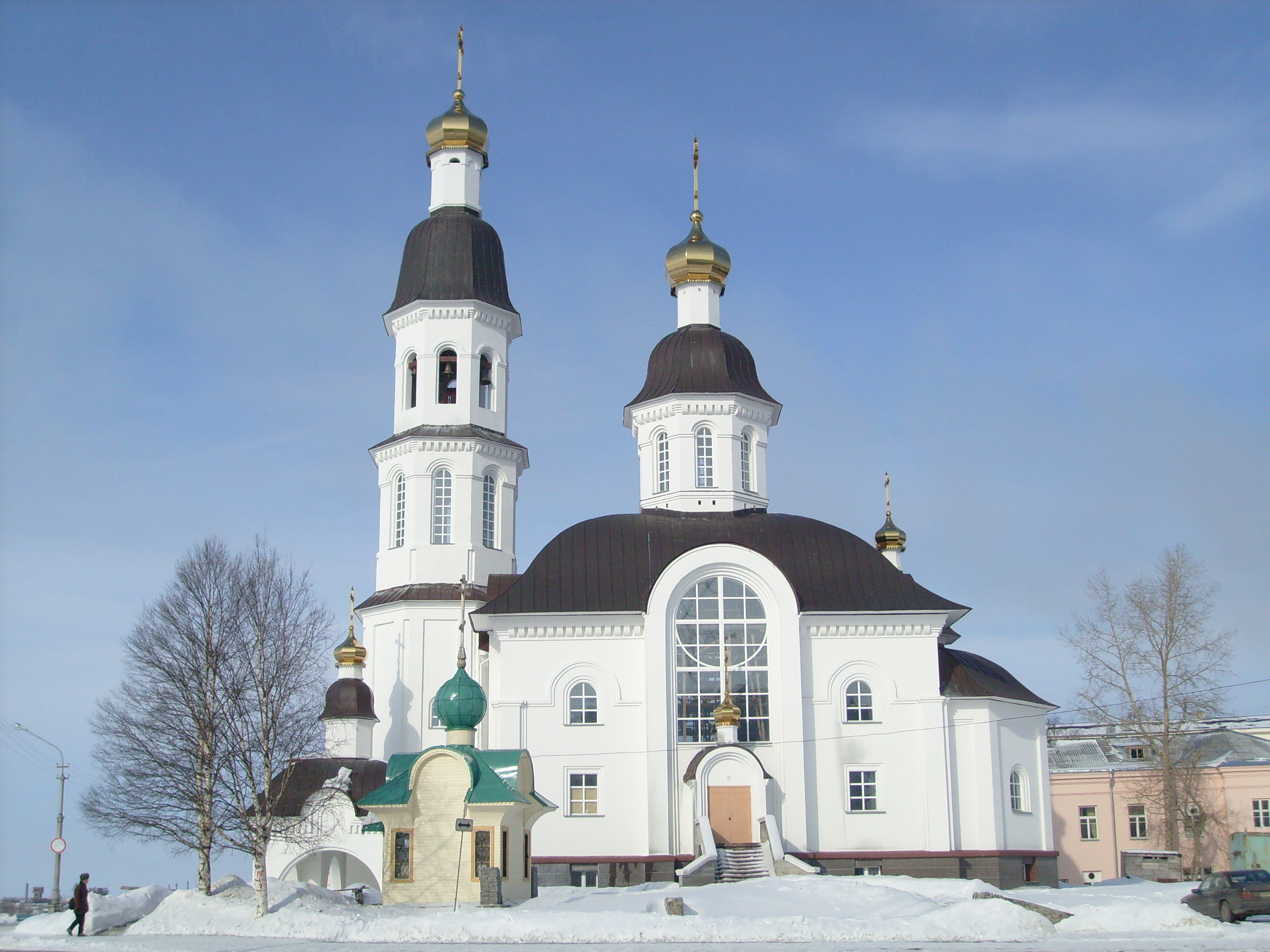
Die Mariä-Entschlafens-Kirche im Jahre 2008

Die Mariä-Entschlafens-Kirche (russisch Успенская церковь) ist ein russisch-orthodoxes Kirchengebäude in der russischen Großstadt Archangelsk. Sie ist dem Hochfest der Mariä Aufnahme in den Himmel, in den Orthodoxen Kirchen „Mariä Entschlafung“, geweiht. Die Kirche ist im russischen Stil des Klassizismus erbaut und mit drei vergoldeten Kuppeln versehen worden.
Die Mariä-Entschlafens-Kirche wurde von 1742 bis 1744 erbaut. 1930 wurde die Kirche von den Bolschewiki mitsamt dem Kirchturm abgerissen und von 1989 bis 2000 originalgetreu wieder aufgebaut. Die Kirche gehört zur Eparchie von Archangelsk und Cholmogory.

## Lage

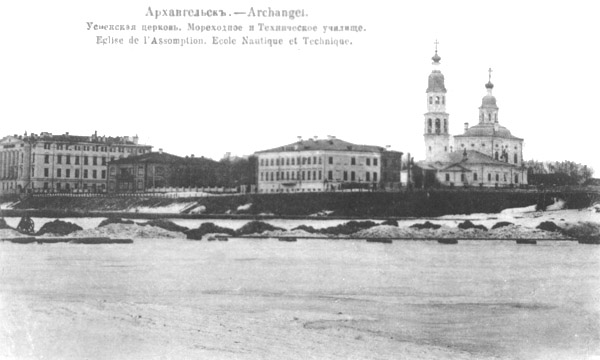
Die Mariä-Entschlafens-Kirche am Ufer der Nördlichen Dwina, im Jahre 1912

Das Kirchengebäude befindet sich an der Uferstraße der Nördlichen Dwina, einer der Flaniermeilen von Archangelsk, die sich entlang des rechten Flussufers erstreckt. Bei der Kirche beginnt die Loginow-Straße. 
Die heutige Uliza Loginowa (Loginow-Straße), die zum Jacht-Klub von Archangelsk führt, wurde zuerst Uliza Borowskouspenskoi (Borowskouspensk Straße) genannt, dann ab 1897 folgte die Bezeichnung Uspenskaja Uliza (Entschlafensstraße) und  seit der Sowjetzeit bis heute trägt sie den Namen Loginow-Straße.

## Geschichte

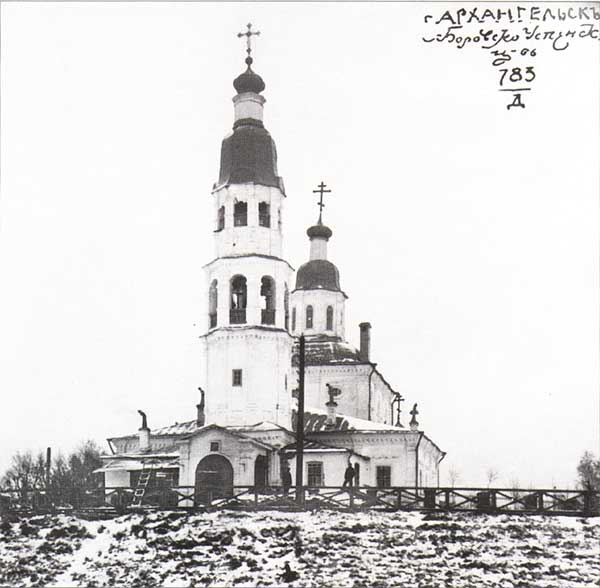
Die Mariä-Entschlafens-Kirche im Jahre 1909

Im Jahr 1626 wurde im Ort Schabina Nawolok (auch Borki genannt) bei Archangelsk eine hölzerne Mariä-Entschlafens-Kirche erbaut. 1640 wurde die Hl.-Simeon-Stolpnik-Kapelle neben der Kirche gebaut und in der zweiten Hälfte des 17. Jahrhunderts auch die Heilig-Kreuz-Kapelle ebenfalls neben der Kirche errichtet.
1742 musste man die alte Holzkirche abreißen und es begann der Bau der steinernen Mariä-Entschlafens-Kirche, der bis 1744 dauerte. Im gleichen Jahr wurde das Gotteshaus eingeweiht. Zuerst war die Kirche ohne Glockenturm erbaut worden. Jedoch schnell nach der Einweihung der Kirche wurde von 1744 bis 1752 an der Westseite der Kirche ein hoher mehrstufiger steinerner Kirchturm angebaut. Der Turm der Kirche diente Schiffen, vor allem russischen Kriegsschiffen beim Einlaufen in den Hafen von Archangelsk, als Orientierungshilfe, denn man konnte im Kirchturm auch ein Leuchtfeuer entfachen.
Mit der Zeit neigte sich der Kirchturm etwas, sodass er im Volksmund auch als „Schiefer Turm von Archangelsk“ genannt wurde. Im Jahre 1912 wurden Arbeiten unter der Aufsicht der kaiserlichen Archäologischen Kommission unter der Leitung von P. P. Pokryschkin durchgeführt, um die Schieflage des Kirchturms zu beheben.
1930 wurde die Mariä-Entschlafens-Kirche und ihr markanter Kirchturm von den kommunistischen Bolschewiki abgerissen, das Kirchengelände blieb unbebaut. 1989 kurz vor dem Zerfall der Sowjetunion fand der Wiederaufbau der Kirche statt. Dies war möglich, da die Reformen Gorbatschows wieder eingeschränkt Religionsausübung in dem schwächer werdenden Kommunismus ermöglichten. Die Rekonstruktion der Mariä-Entschlafens-Kirche dauerte bis zum Jahre 2000. Neben dem Wiederaufbau der Kirche mitsamt dem Kirchturm wurde auch eine hölzerne Kapelle, die dem hl. Antonius von Siya geweiht ist, nahe der Kirche erbaut. Heute ist die Kirche eine der größten Kirchen der Stadt. Des Weiteren wird in Archangelsk auch eine neue Erzengel-Michael-Kathedrale erbaut werden, im typisch russisch-byzantinischen Stil mit fünf großen vergoldeten Kuppeln.

## Quelle
- http://projects.pomorsu.ru/pss/chapters/chapter5/5.2.shtml (russisch)

Koordinaten: 64° 32′ 59,7″ N, 40° 30′ 54,8″ O